# تخفي

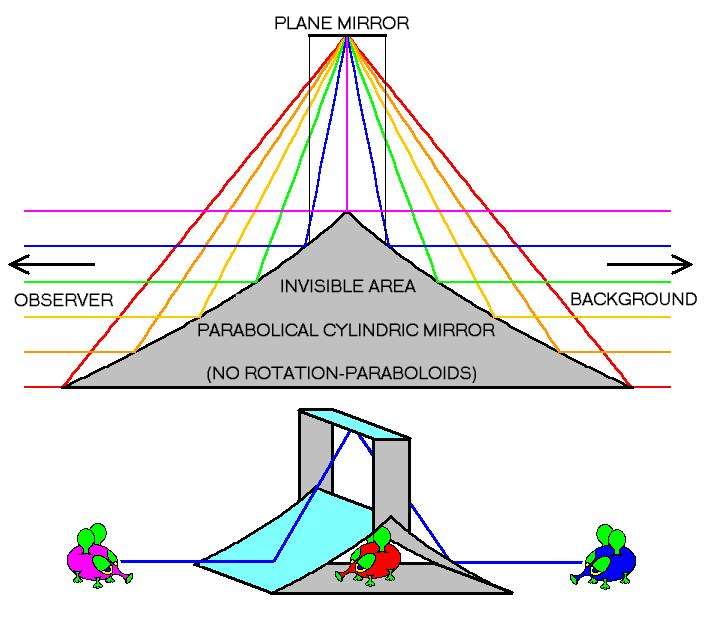
مثال عن كيفية أن يظهر كائن ليصبح غير مرئيا من خلال استخدام المرايا

التخفي هي حالة كائن لا يمكن أن يكون مرئيا. ويقال إن الشيء في هذه الحالة يكون غير مرئيًا (حرفيا، «غير مرئي»). وكثيرا ما يستخدم هذا المصطلح في الخيال أو / الخيال العلمي، حيث يتم جعل الأشياء حرفيا غير مرئية من قبل أفعال سحرية أو وسيلة تكنولوجية؛ ومع ذلك، يمكن أيضا أن نظهر آثاره في العالم الحقيقي، وخاصة في الفيزياء والإدراك الحسي ودراسات علم النفس.
لأن الأجسام يمكن رؤيتها بواسطة الضوء في الطيف مرئي من مصدر ينعكس الضوء على سطوحها ويضرب عين المشاهد، الشكل الأكثر طبيعية للتخفي (سواء كان حقيقيًا أو خياليًا) هو كائن لا يعكس ولا يمتص الضوء (وهذا هو، فإنه يسمح للضوء بالمرور من خلاله). هذا هو المعروف باسم
الشفافية، وتحدث في العديد من المواد التي تحدث بشكل طبيعي (على الرغم من أن المواد التي توجد بشكل طبيعي لا تعد 100٪ شفافة).
إن الإحساس بالتخفي يعتمد على عدة عوامل ضوئية وبصرية. على سبيل المثال، التخفي يعتمد على عين المراقب و/ أو الأدوات المستخدمة. وهكذا يمكن تصنيف كائن بأنه «غير مرئي» لشخص، أوالحيوان، أو أداة وما إلى ذلك في البحوث حول الإحساس والتصور وقد تبين أنه يعتبر أن التخفي هو تصور في دورات.
وغالبا ما ينظر إلى التخفي أنه من أعلى أشكال التمويه، لأنها لا تكشف للمشاهد أي نوع من العلامات الحيوية، والآثار البصرية، أو أي ترددات من الطيف الكهرومغناطيسي المكتشفة للعين البشرية، بدلا من الاستفادة من الإذاعة، الأشعة تحت الحمراء أو الأطوال الموجية الخاصة بالأشعة فوق البنفسجية.
في الوهم الصرى، التخفي هو حالة خاصة من آثار الوهم: الوهم من المساحة الحرة.
خطوة واحدة تقربنا من جعل الإنسان خفيًا: طور العلماء الرداء الذي يخفي الأشياء، وذلك كان الهدف كالكأس المقدسة للعلماء لعدة قرون
أمس طور باحثون «عباءة التخفي» التي يمكنها إخفاء الأشياء اليومية بواسطة تقسيم الضوء.
يمكن لل'عباءة'، التي هي في الواقع قطعة من كريستال الكالسيت، تجعل الأشياء مثل الدبابيس ومساكات الورق تختفي عن الأنظار.
العلماء فيما سبق كانوا قادرين فقط على جعل الكائنات المجهرية مخفية، ولكن دراسة جديدة اتخذت خطوة عملاقة إلى الأمام من خلال جعل العناصر آلاف المرات أكبر تتحول غير مرئية.

بطل الفيلم تشيفي تشيس في فيلم مذكرات رجل غير مرئي عام 1992. وقد طور العلماء الآن 'عباءة التخفي "التى يمكن ان تجعل أشياء من الحياة اليومية تختفى وراءها بإستخدام تقسيم الضوء

وقال علماء الفيزياء من جامعة برمنغهام وزملاؤهم من لندن إمبريال كوليدج، والجامعة التقنية في الدنمارك، وذلك باستخدام الكريستالات الطبيعية مكنتهم من إخفاء الأشياء أكبر في الحجم من غيرهم من الباحثين.
الفريق، الذي يقوده الدكتور تشانغ شوانغ، من مدرسة جامعة الفيزياء وعلم الفلك، لصق قطعتين من الكالسيت الثلاثي معا، وضعت فوق مرآة.
الضوء يدخل الكالسيت فيحدث أن ينقسم الضوء إلى شعاعين ذي إستقطاب مختلف، وينطلقان بسرعات مختلفة، واتجاهات مختلفة.
وعلى الرغم من أن العباءة نفسها غير خفية أي أنها ترى مرئيا، فإنها تخفي الأشياء الموضوعة تحتها.
وقال الباحثون أن حجم المنطقة الحجب لا يقتصر على نوع التكنولوجيا المتاحة ولكن حجم الكريستال والتجارب عليها قد تمهد الطريق لمزيد من الأجهزة التي يمكنها إخفاء أشياء أكبر من ذلك بكثير.

اختراق: يمكن لـ"عباءة"، التي هي في الواقع قطعة من كريستال الكالسيت، تجعل الأشياء مثل الدبابيس ودبابيس الورق تختفي عن الأنظار

وقال الدكتور تشانغ: "هذه خطوة كبيرة إلى الأمام و، للمرة الأولى، يتم تقديم التغطية في منطقة الحجم الذي يتسع لمراقبي على" رؤية " الكائن غير مرئي بالعين المجردة.
"باستخدام بلورات طبيعية لأول مرة، بدلا من المواد الاصطناعية ميتاماتريال، كنا قادرين على زيادة حجم عباءة التخفي بحيث يمكن إخفاء الأجسام الكبيرة، آلاف المرات أكبر من الطول الموجي للضوء.
"لقد نجحت عباءات السابق على مستوى ميكرون (أصغر بكثير من سمك شعرة الإنسان) باستخدام النانو - أو الجزئي ملفقة المواد المركبة الاصطناعية.
"إنها عملية بطيئة جدا لجعل هذه الهياكل وأنها أيضا تقييد حجم منطقة التغطية.
"ونحن نعتقد أنه من خلال استخدام الكالسيت، ونحن يمكن أن تبدأ في وضع عباءة حجم المهمة التي ستفتح آفاقا للمستقبل تطبيقات أجهزة الحجب.
وقد تم نشر البحث في مجلة نيتشر الاتصالات في ورقة بعنوان عياني عباءة الخفي من الضوء المرئي.
وقال الدكتور تشانغ: "هذه خطوة كبيرة إلى الأمام، وللمرة الأولى، يتم توسيع منطقة التخفي إلى الحجم الذي يتسع للمراقبين على"رؤية " الكائن الغير مرئي بالعين المجردة.
«باستخدام بلورات طبيعية لأول مرة، بدلا من المواد الميتا الاصطناعية كنا قادرين على زيادة حجم العباءة ويمكن إخفاء الأجسام الكبيرة، آلاف المرات أكبر من الطول الموجي للضوء».
«لقد نجحت العباءات السابقة على مستوى الميكرون (أصغر بكثير من سمك شعرة الإنسان) باستخدام النانو - أو المواد المركبة الاصطناعية المايكرو الجزئية».
«إنها عملية بطيئة جدا لصنع هذه المركبات وأنها بالتالي تعمل على تقييد حجم منطقة التغطية», ولكن في حين أن هذا أمر مهم بالتأكيد، وتستخدم مجموعة متنوعة من أساليب أخرى لتوفير التمويه بفعالية.
نحن نعتقد أنه من خلال استخدام الكالسيت فسوف بدأ على الفور في تطوير عباءة تخفي ذات حجم مناسب التي ستفتح آفاقا واسعة لتطبيقات أدوات الحجب، وقد تم نشر البحث في مجلة نيتشر الاتصالات في ورقة بعنوان عباءة تخفي كبيرة في الضوء المرئي. «عباءة التخفي في الضوء المرئي.»

## عدم الرؤية في الفن
الرسام سالفاتوري جاراو، معارضًا للفن الرقمي NFT وتأثيره على البيئة، طور مفهوم "فكر الغيابات". يهدف هذا النهج إلى استعادة أهمية القيم الاجتماعية والقرب والإبداع، التي غالبًا ما تكون مشبعة اليوم بالرقمنة. سالفاتوري جاراو يؤكد أن الفن يحتاج إلى مساحات من الفراغ والخصوصية والتفكر لكي يولد من جديد بشكل أصيل. في عام 2021، ظهرت سلسلة من الأعمال غير المرئية لـ سالفاتوري جاراو، التي أثارت اهتمامًا عالميًا وقدمت تأملات عميقة في تاريخ الفن.
سالفاتوري جاراو حول توقيعه الشخصي إلى عمل فني، وقام بطرح ورقة A4 موقعة منه في المزاد. خلال مزاد Art-Rite في ميلانو في عام 2021، بيعت ورقة موقعة لـ سالفاتوري جاراو بعنوان Davanti a te (2021) مقابل 27,120 يورو، بالإضافة إلى مصاريف المزاد.